# Conway (Santa Lucía)
Conway es una localidad de Santa Lucía, que forma parte del distrito de Castries.